# Tony Hawk's Underground 2
Tony Hawk's Underground 2 (även känt som THUG2) är ett TV-spel från Activision och Neversoft med de kända skateboardåkarna Tony Hawk, Bob Burnquist, Eric Koston, Bam Margera, Rodney Mullen, Chad Muska, Ryan Sheckler, Mike Vallely och Wee-Man, det finns även Secret Skaters som man kan låsa upp genom att till exempel vinna Story Mode 100%. Spelet finns till Xbox, PlayStation 2, GameCube och PC. 
2005 släpptes en ny version av spelet till Playstation Portable, Tony Hawk's Underground 2 Remix. Det innehåller t.ex. fyra nya banor och nya nio karaktärer.

## Secret Skaters
Secret Skaters är spelare som man låser upp genom att:
- Klara hela Story Mode på svårighetsgraderna easy, normal eller sick
- Klara Classic Mode 100% på svårighetsgraderna normal eller sick
- Göra gaps (stunts där man hoppar från A till B, till exempel från en ramp till en annan ramp)